# New Hackensack
New Hackensack est une census-designated place du comté de Dutchess, dans l'État de New York, aux États-Unis. En 2020, elle compte une population de 1 497 habitants.